# ミヒャエル・ゴットハルト・フィッシャー
ミヒャエル・ゴットハルト・フィッシャー（Michael Gotthard Fischer 1773年6月3日 - 1829年1月12日）は、ドイツのオルガニスト、作曲家。

## 生涯
エアフルトのアラッハに生まれた。ヨハン・ゼバスティアン・バッハ門下のヨハン・クリスティアン・キッテルに師事する。キッテルの後を継いでエアフルトのPredigerkircheのオルガニストとなり、Barfüßerkircheでもオルガニストとして活躍した。1816年からはエアフルトの教育大学で通奏低音とオルガンを教え、アウグスト・ゴットフリート・リッター、ルートヴィヒ・エルンスト・ゲプハルディ、エドゥアルト・グレルらを育てた。痛風により1820年にオルガニストの職を退くことを余儀なくされている。エアフルトにて没した。
作品には数多くの声楽曲、器楽独奏曲、小アンサンブル、大アンサンブルのための楽曲があり、とりわけオルガン作品により知られていた。

## 主要作品
- 12のオルガン小品 （作品4 1802年、エアフルト）（キッテルへ献呈）
- 初級、中級のための福音的コラール旋律集 （Perthes 1821年、ゴータ）
- 「訓練および公開礼拝用古典的オルガン作品集 新訂完全版」（9巻） ケルナーによる音楽書、オルガン作品全集 1840年から（この版のコラール旋律集はM.A.G.リッター編）